# Agnieszka Starzyk
Agnieszka Starzyk (née Bonach le 4 mai 1985 à Wodzisław Śląski) est une ancienne joueuse de volley-ball polonaise. Elle mesure 1,78 m et jouait au poste de réceptionneuse-attaquante. 

## Clubs
| Club                 | De        | À         |
| -------------------- | --------- | --------- |
| Sokół Chorzów        | 2005-2006 | 2005-2006 |
| MKS Dąbrowa Górnicza | 2006-2007 | 2007-2008 |
| Gwardia Wrocław      | 2008-2009 | 2008-2009 |
| AZS Białystok        | 2009-2010 | 2009-2010 |
| TPS Rumia            | 2010-2011 | 2010-2011 |
| Eliteski AZS UEK     | 2011-2012 | 2011-2012 |
| AZS WSBiP KSZO       | 2012-2013 | 2012-2013 |
| TJ Ostrava           | 2013-2014 | 2013-2014 |
| PLKS Pszczyna        | 2014-2015 | 2014-2015 |